# 乙女想夢 -OTOME SOUMU-
『乙女想夢 -OTOME SOUMU-』（おとめそうむ）は、日本の声優、黒崎彩子が恋愛シミュレーションゲーム『ときめきメモリアル』に登場する架空の人物、古式ゆかり名義で1999年1月22日にKONAMIからリリースしたアルバム。アルバムの規格品番はKICA7941、コナミ独自の品番はLC384。

## 解説
本作は既に『ときめきメモリアル』イメージソングアルバム『ときめきメモリアル ボーカル・ベスト・コレクション』シリーズ（以下『ボーカル・ベスト・コレクション』）に収録されていた曲を主としており、実質的なベスト盤となっている。しかし、このアルバムにしか収録されていない楽曲が4曲、楽曲そのものは既に他のCDに収録されているもののこのアルバムにしか収録されていないリテイク版が3曲ある。

## 収録曲
1. ゆかりとランチ [4:33] 
作詞：さゆ鈴、作曲：M Rie、編曲：岩﨑元是
1997年の『ボーカル・ベスト・コレクション4』などに収録されていた曲。
2. Double Bubble 時代 [4:59] 
作詞：くまのきよみ、作曲：岩崎元是、編曲：米光亮
1998年の『ボーカル・ベスト・コレクション6 〜Final〜』に収録されていた伊集院レイ役の津野田なるみとのデュエット曲。本作収録に際しての再録はない。
3. パジャマ デート [3:47] 
作詞：くまのきよみ、作曲：地獄車中村、編曲：古川もとあき
1995年の『ボーカル・ベスト・コレクション』に収録されていた曲。『ときめきメモリアル』本編において、修学旅行で北海道に行った際に流れるBGM「ライラックの丘」に歌詞を付けたもの。
4. GO! GO! パラメータ 〜Yukari〜 [4:22] 
作詞：黒崎彩子、作曲：小倉良、編曲：栗尾直樹
本作オリジナル曲。古式ゆかり役の黒崎本人による作詞の曲である。詳細はGo! Go! パラメータの項を参照のこと。なお、「Go! Go! パラメータ」で本作と虹野沙希（菅原祥子）の「ver.2.0」は他のキャラクターのバージョンとは異なり、GOのOが小文字ではなく大文字になっている。
5. Short instrumental〜おやすみなさい [1:43] 
作曲：黒崎彩子、編曲：黒崎彩子 & Nazo2鈴木
本作オリジナル曲。黒崎本人による作曲・編曲である。歌詞は「ラララ…」のみで黒崎の多重コーラスになっている。
6. 乙女想夢 -OTOME SOUMU-  [5:15] 
作詞：永森羽純、作曲：羽場仁志、編曲：岩崎元是
本作の表題曲。『ときめきメモリアルドラマシリーズ Vol.2　彩のラブソング』のドラマCD『彩のラブソング with you vol.2』（1998年）に収録されていた曲。後に2001年の『ときめきメモリアル ボーカルコレクション 〜また逢えるね』にも収録された。
7. 観覧車にのって [4:54] 
作詞：くまのきよみ、作曲：流石野孝、編曲：たっぴー
原曲は1996年の『ボーカル・ベスト・コレクション2』などに収録されていたが、このアルバムに合わせて再録音した。『ときめきメモリアル』本編において、近所の公園でデートした際に流れるBGM「近所の公園」に歌詞を付けたもの。
8. THANKS SONG [4:40] 
作詞：くまのきよみ、作曲：新澤健一郎、編曲：米光亮
本作オリジナル曲。
9. スキャンダルお待ちしてます [4:43] 
作詞：くまのきよみ、作曲：宮島律子、編曲：山本健司
1997年の『ボーカル・ベスト・コレクション5』などに収録されていた曲。
10. Sweet Christmas [5:22] 
作詞：渡邉美佳、作曲：宮島律子、編曲：米光亮
原曲は1997年の『ときめきメモリアル FANTASTIC クリスマスパーティー』に収録されており、藤崎詩織役の金月真美とのデュエットであったが、このアルバムに合わせて黒崎のソロで再録音した。
11. ハートのスタートライン [4:55] 
作詞：くまのきよみ、作曲：村井聖夜、編曲：山下正
原曲は『ボーカル・ベスト・コレクション2』などに収録されており、虹野沙希役の菅原祥子、館林見晴役の菊池志穂との3人で歌っていたが、このアルバムに合わせて黒崎のソロで再録音した[1]。他の2人のソロバージョンではコーラスパートが省略されて単旋律になっている個所があったが、黒崎のソロバージョンでは復活している。
12. Short instrumental〜明日はあえるのかしら [0:51] 
作曲・編曲：黒崎彩子
本作オリジナル曲。黒崎本人による作曲・編曲で、伴奏のピアノも黒崎による演奏である。
13. 七色の毛糸玉 [4:35] 
作詞：まつざきゆうこ、作曲：小西真理、編曲：オダクラ・アキラ
『ボーカル・ベスト・コレクション6 〜Final〜』などに収録されていた曲。